# Sven Strømann
 Der er for få eller ingen kildehenvisninger i denne artikel, hvilket er et problem. Du kan hjælpe ved at angive troværdige kilder til de påstande, som fremføres i artiklen.

Sven Arne Strømann  (født 25. august 1909) var en badmintonspiller gennem 1920'erne og 1930'erne. Han vandt flere danske mesterskaber i badminton, hovedsageligt i double, og havde succes internationalt med sejre ved Dutch Open. Udover badminton var han også en dygtig fodboldspiller for Skovshoved IF, hvor han spillede i angrebet. Han blev gift med Bodil Irma Clausen, der også var en fremtrædende badmintonspiller.
Efter hans sportskarriere blev han VVS-entreprenør i Nordsjælland. 